# Sikosaari (ö i Mellersta Finland, Keuruu)
Sikosaari är en ö i Finland. Den ligger i sjön Sinervä och i kommunen Muldia i den ekonomiska regionen  Keuru ekonomiska region  och landskapet Mellersta Finland, i den centrala delen av landet, 250 km norr om huvudstaden Helsingfors. Öns area är 1,9 hektar och dess största längd är 320 meter i nord-sydlig riktning.